# Euonthophagus amyntas
Euonthophagus amyntas är en skalbaggsart som beskrevs av Olivier 1789. Euonthophagus amyntas ingår i släktet Euonthophagus och familjen bladhorningar.

## Underarter
Arten delas in i följande underarter:
- E. a. alces
- E. a. subviolaceus
- E. a. auchenia

## Bildgalleri

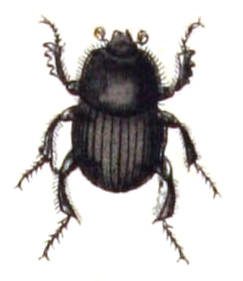